# 9524 O'Rourke
9524 O'Rourke è un asteroide della fascia principale. Scoperto nel 1981, presenta un'orbita caratterizzata da un semiasse maggiore pari a 2,1981548 UA e da un'eccentricità di 0,2245917, inclinata di 4,93758° rispetto all'eclittica.
L'asteroide è dedicato a Laurence O'Rourke, ricercatore presso l'European Space Astronomy Centre di Madrid e coordinatore delle operazioni SGS nella missione Rosetta.